# Fiódor Tuvin
Fiódor Vladímirovich Tuvin (en ruso: Фёдор Владимирович Тувин, Ivánovo, 3 de julio de 1973 - ibídem, 13 de mayo de 2013) fue un futbolista profesional ruso que jugaba en la demarcación de centrocampista.

## Biografía
Fiódor Tuvin debutó como futbolista profesional en 1991 con el club de su ciudad natal FC Tekstilshchik Ivanovo a la edad de 18 años. Tras permanecer siete temporadas en el club fue fichado durante una temporada por el FC Dinamo Vologda. Ya en la temporada siguiente con el FC Shinnik Yaroslavl cuando debutó en la Liga Premier de Rusia. También jugó para el FC Amkar Perm, antes de ser traspasado de nuevo al FC Tekstilshchik Ivanovo, donde permaneció media temporada, siendo fichado posteriormente por el FC Spartak Shchyolkovo. Para finalizar su carrera jugó para el FC Jimik Novomoskovsk, previo paso por el FC Industria Borovsk.
Falleció el 13 de mayo de 2013 a los 39 años de edad tras una muerte súbita.

## Clubes
| Club                     | País                   | Año         | Partidos | Goles |
| ------------------------ | ---------------------- | ----------- | -------- | ----- |
| FC Tekstilshchik Ivanovo | Unión Soviética/ Rusia | 1991 - 1998 | 287      | 40    |
| FC Dinamo Vologda        | Rusia                  | 1998        | 15       | 2     |
| FC Shinnik Yaroslavl     | Rusia                  | 1999 - 2000 | 30       | 2     |
| FC Amkar Perm            | Rusia                  | 2001 - 2002 | 22       | 0     |
| FC Tekstilshchik Ivanovo | Rusia                  | 2003        | 14       | 2     |
| FC Spartak Shchyolkovo   | Rusia                  | 2003        | 0        | 0     |
| FC Industria Borovsk     | Rusia                  | 2004        | 10       | 0     |
| FC Jimik Novomoskovsk    | Rusia                  | 2005        | 11       | 1     |